# Patty Pravo
Patty Pravo (nascida em  'Nicoletta Strambelli'  em 9 de abril de 1948) é uma cantora italiana. Ela estreou em 1966 e manteve o maior sucesso comercial pelo resto da década de 1960 e ao longo da década de 1970. Tendo sofrido um declínio na popularidade na década seguinte, ela experimentou um renascimento de carreira no final dos anos 1990 e reintegrou sua posição nas paradas musicais italianas. Suas canções mais populares incluem "La bambola" (1968), "Pazza idea" (1973), "Pensiero stupendo" (1978) e "... E dimmi che non vuoi morire "(1997). Ela marcou quatorze álbuns no top 10 (incluindo três primeiros) e quatorze singles no top 10 (incluindo dois números um) em sua Itália natal. Pravo participou do Sanremo Music Festival dez vezes, mais recentemente em 2019, e ganhou três prêmios da crítica "Mia Martini" no festival. Ela também se apresentou doze vezes no Festivalbar.

## Discografia

### Álbuns de estúdio
- 1968	Patty Pravo
- 1969	Concerto per Patty
- 1970	Patty Pravo
- 1971	Bravo Pravo, Di vero in fondo, Per aver visto un uomo piangere e soffrire Dio si trasformò in musica e poesia
- 1972	Sì... incoerenza
- 1973	Pazza idea
- 1974	Mai una signora
- 1975	Incontro
- 1976	Tanto, Patty Pravo
- 1978	Miss Italia
- 1979	Munich Album
- 1982	Cerchi	24
- 1984	Occulte persuasioni
- 1989	Oltre l'Eden...
- 1990	Pazza idea eccetera eccetera...
- 1994	Ideogrammi
- 1998	Notti, guai e libertà
- 2000	Una donna da sognare
- 2002	Radio Station
- 2004	Nic-Unic
- 2007	Spero che ti piaccia... Pour toi
- 2011	Nella terra dei pinguini
- 2016	Eccomi
- 2019	Red

### Álbuns ao vivo
- 1997	Bye Bye Patty
- 2001 Patty Live 99
- 2009	Live Arena di Verona – Sold Out
- 2018	Live La Fenice (Venezia) – Teatro Romano (Verona)

## Filmografia

### Filmes
- Una ragazza tutta d'oro (1967)[2]
- L'immensità (1967)[3]
- The Most Beautiful Couple in the World (1968)
- Xenia (2014)

### Séries de TV
- 1967 – I ragazzi di Bandiera Gialla (1967)[4]
- 1967 – Il ragazzo che sapeva amare[5]
- 1967 – La più bella coppia del mondo
- 2014 – Pazza idea